# Terguent Ehl Moulaye Ely
Terguent Ehl Moulaye Ely este o comună din departamentul M'Bout, Regiunea Gorgol, Mauritania, cu o populație de 8.294 locuitori.